# Elezioni europee del 2009 in Austria
Le elezioni europee del 2009 in Austria si sono tenute il 4 giugno.

## Risultati
| Liste  | Liste                               | Gruppo    | Voti      | %      | Seggi |
| ------ | ----------------------------------- | --------- | --------- | ------ | ----- |
|        | Partito Popolare Austriaco          | PPE       | 858.921   | 29,98  | 6     |
|        | Partito Socialdemocratico d'Austria | S&D       | 680.041   | 23,74  | 4     |
|        | Lista Hans-Peter Martin             | NI        | 506.092   | 17,67  | 3     |
|        | Partito della Libertà Austriaco     | NI        | 364.207   | 12,71  | 2     |
|        | I Verdi                             | Verdi/ALE | 284.505   | 9,93   | 2     |
|        | Alleanza per il Futuro dell'Austria | -         | 131.261   | 4,58   | -     |
|        | JUNOS – Gioventù Liberale NEOS      | -         | 20.668    | 0,72   | -     |
|        | Partito Comunista d'Austria         | -         | 18.926    | 0,66   | -     |
| Totale | Totale                              | Totale    | 2.864.621 | 100,00 | 17    |